# Frontera Catalunya-Andorra
La frontera entre Catalunya i Andorra és la frontera que separa el Principat d'Andorra amb Catalunya a través de la N-145 a la comarca de l'Alt Urgell i de la CG-1 a la Parròquia de Sant Julià de Lòria a Andorra.
La frontera d'Andorra amb Catalunya per al trànsit de viatgers està oberta les 24 hores. No obstant això, en el cas de mercaderies o d'haver de declarar alguna compra a l'entrada o la sortida del país, per exemple, per exportació o per excedir el límit permès en les franquícies, la duana andorrana i la duana de la Farga sí que estan subjectes a un horari. La Duana d'Andorra de 7h a 20h i la Duana de la Farga de Moles de dilluns a divendres de 8h a 20h i caps de setmana de 9h a 20h.

## Història
La primera frontera entre Andorra i Catalunya es dibuixa després de signar el pareatge el 1278 entre el Bisbe d'Urgell i el Comte de Foix, llavors sorgeix la necessitat d'establir una delimitació a aquell territori posseït per dos co-senyors.
La primera frontera física entre aquests dos territoris s'estableix l'any 1902 en forma duana que controla les primeres taxes que graven la introducció de mercaderies en territori andorrà. Des d'aquest any i fins als anys 30 el nombre de mercaderies augmenta progressivament fins que al maig del 1936, en que s'estableix la necessitat de tenir persones de control a la frontera franco-andorrana.
L'any 1963 ja es defineix una Duana Andorra regulada per la Comissió de Finances del Consell General. A poc a poc aquesta duana s'anirà estructurant i anirà agafant forma fins a arribar als temps actuals. L'any 1978 es canvia el nom de "servei de controls" per l'actual de "Duana Andorrana". L'evolució ha sigut constant i condicionada per relacions comercials del Principat.
Les relacions comercials d'Andorra han sigut sempre unes relacions marcades per una forta vinculació amb els seus estats veïns. Fins al 1990 aquestes relacions se centraven en relacions bilaterals Andorra-França i Andorra-Espanya formalitzades en un intercanvi de cartes, documents signats l'any 1867. L'entrada de França i sobretot l'entrada de Catalunya a la Comunitat Europea obliguen a reveure aquests acords històrics entre Andorra i els seus dos estats veïns. D'aquesta manera Andorra signa l'any 1990 un acord comercial amb la Comunitat Europea que permet que les relacions comercials d'Andorra s'integrin en l'àmbit internacional. El 28 de juny de 1990 és formalitza l'intercanvi de lletres entre el Principat i la CEE que reestructura la Duana Andorra tot i que manté les funcions de recaptació d'impostos.

## Duana de la Farga de Moles i Duana d'Andorra
La Duana de La Farga de Moles i la Duana d'Andorra són les úniques duanes actives a Catalunya. La primera, controlada per la Guàrdia Civil, revisa els maleters i els vehicles a la cerca de drogues o tabac per contraban. La segona, supervisada pel Cos de Policia d'Andorra, s'encarrega de vigilar el transit de vehicles tot fent parades espontànies revisant documentació.
La Duana Andorrana està ubicada a la frontera del riu Runer i els serveis estan centralitzats al despatx central de Duana situat a Escaldes-Engordany.

### Funcions
La Duana Andorrana acompleix principalment tres missions:
- Missió fiscal i protecció: La missió fiscal reprèn el control i percepció dels drets i impostos sobre mercaderies. La Duana s'encarrega de la recaptació dels drets de duana com la taxa sobre el consum, la tarifa exterior comuna i els drets antidumpings, així com de la percepció dels impostos de fiscalitat interna com l'impost general indirecte i els impostos especials. En aquest sentit té com a objectiu la prevenció i la repressió del frau.[4]

- Missió econòmica: La missió econòmica consisteix en garantir el respecte dels compromisos internacionals (ATA, Conveni de Viena, ...), en aplicar les disposicions de política comercial i en controlar, facilitar i promoure els intercanvis internacionals.[4]

### Característiques
La frontera hispano-andorrana s'estén 64 quilòmetres al sud d'Andorra i pel nord de la península als Pirineus. Els dos països es troben en la mateixa conca hidrogràfica, per la qual cosa la comunicació entre tots dos és més fàcil que entre Andorra i França.
La frontera s'inicia a l'oest en un punt en el qual coincideixen Andorra, França i Catalunya. La línia divisòria entre els dos països és construeix a través d'àrees d'alta muntanya, sovint de més de 2.000 metres, com el bec de Coma Pedrosa. També passa prop de la Vall del Madriu-Perafita-Claror, únic lloc d'Andorra declarat Patrimoni de la Humanitat per la UNESCO.
L'única via de comunicació entre els dos països, discorre paral·lela al riu Valira, entre la Seu d'Urgell i Sant Julià de Lòria. Es tracta d'una carretera asfaltada, que en el tram andorrà rep el nom de CG-1, i a Catalunya és denominada com a N-145, amb final a la capital alturgellenca. El pas fronterer és conegut a Catalunya com la Duana de la Farga de Moles, i a Andorra com la duana de Sant Julià de Lòria.

### Franquícia Duanera
La franquícia duanera estableix el límit de productes que poden passar per la frontera sense haver declarat ni pagat. Per a productes agrícoles, com alcohol o tabac el límit fa referència a quantitats, però per a altres com llet, mantega o formatge es tenen en compte el valor i la quantitat.

## Contraban

Senyal de Duana amb Andorra

A causa de la baixa fiscalitat del tabac a Andorra existeix un contraban important entre els dos països que es duu a terme principalment a les muntanyes que separen, encara que també es produeix a través de la duana. La Guàrdia Civil i el Servei de Vigilància Duanera del Departament de Duanes del Principat d'Andorra s'encarreguen de la vigilància de fronteres i la detenció dels contrabandistes.